# ألبيرتو لورا راموس
ألبيرتو لورا راموس (بالإسبانية: Alberto Lora)‏ (مواليد 25 مارس 1987 في موستوليس - إسبانيا) لاعب كرة قدم إسباني يلعب حاليا لصالح نادي الدرجة الأولى ريال سبورتنغ خيخون الإسباني منذ 2006 في مركز الوسط المحوري .

## روابط خارجية
- ألبيرتو لورا راموس على موقع قاعدة بيانات كرة القدم.إي يو (الإنجليزية)
- ألبيرتو لورا راموس على موقع ليكيب (الفرنسية)
- ألبيرتو لورا راموس على موقع Soccerbase.com (لاعب) (الإنجليزية)
- ألبيرتو لورا راموس على موقع Soccerway.com (الإنجليزية)
- ألبيرتو لورا راموس على موقع عالم كرة القدم.نت (الإنجليزية)
- ألبيرتو لورا راموس على موقع AS.com (الإسبانية)